# Vittaria malayensis
Vittaria malayensis är en kantbräkenväxtart som beskrevs av Holtt. Vittaria malayensis ingår i släktet Vittaria och familjen Pteridaceae. Inga underarter finns listade.